# Renato Natali
Pour les articles homonymes, voir Natali.
Renato Natali, né le 10 mai 1883 à Livourne et mort le 7 mars 1979 à Livourne, est un peintre italien, membre du groupe de peintres post-macchiaioli à Livourne au cours de la première moitié du XXe siècle. Il a souvent peint des prolétaires des quartiers de la ville portuaire et industrielle de Livourne, ainsi que les scènes de genre et de cabaret.

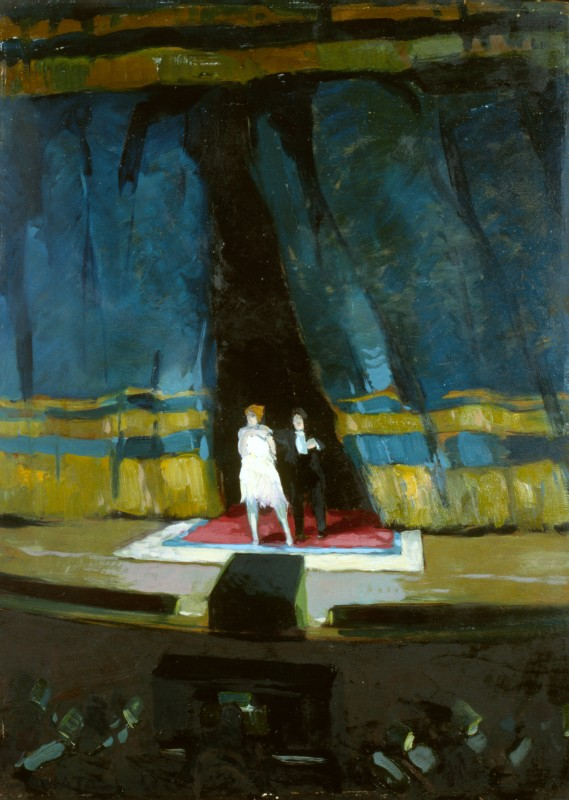
Alla Ribalta (circa 1930).

## Biographie
Renato Natali est né le 10 mai 1883 à Livourne, de Adolfo, un chapelier, et Corinna Giomi, dans une famille modeste. Il n'a pas assisté à l'académie officielle, bien qu'on dise qu'il a appris de Guglielmo Micheli, et a été membre du Gruppo Labronico de peintres qui se sont réunis au Caffè Bardi à Livourne. Il a fourni quelques-unes des décorations pour l'établissement. Il s'est rendu à Paris pour deux ans en 1912, mais il est dit être « tombé amoureux de Livourne à Paris ». À Paris, il rencontre les dynamiques cercles d'artistes bohémiens, dont Amedeo Modigliani et les œuvres de Toulouse-Lautrec. Il participe à de nombreuses expositions, dont la Biennale de Venise, ainsi que des expositions à l'étranger, dont Brighton (Angleterre), Minnesota (Etats-Unis), Buenos Aires (Argentine), le Caire (Égypte) et à Athènes (Grèce). En plus de la peinture, il pratique la gravure, la lithographie, et l'eau-forte. En 1978, il reçoit l'honneur de Commendatore al Merito della Repubblica. En 1980, Livourne parraine une rétrospective de son œuvre. Une « Mostra Antologica Renato Natali » est organisé en 1968 par la Casa Comunale della Cultura a Livourne, et organisée par Piero Caprile avec une monographie par Aldo Santini
Parmi les titres de ses œuvres figurent : Dramma, Rissa, Ombra, Chiacchiera, Ombre e Luci, Veglione, Mascherata, Sera estiva, Musica Rusticana, Rotonda, Via dei Mulini a Vento, Voltina, Lazzeretto di Ardenza et Baruffa.

### Biographie
- (en) « Renato Natali », extrait de la notice dans le dictionnaire Bénézit , sur Oxford Art Online, 2011 (ISBN 9780199773787)